# Concert du Boulevard
Concert du Boulevard var en koncertbygning på Vesterbrogade over for Tivoli på matrikel nr. 66 af Vester Vold Kvarter Vesterbro i København.
I 1872 lejede værtshusholder Kaffe-Petersen grunden af militæret og opførte et beværtning, som blev kaldt Tivoli Sommerlyst. Værtshuset og koncerthuset blev i 1875 ombygget ved Georg Wittrock til en åben koncertbygning, Concert du Boulevard, der lå ved Vesterbros Passage og var et folkeligt musiketablissement. Bygningen var opført i 1 etage og lå i en stor have. Forbilledet var de parisiske café concerts. 
Selvom punch og øl således blev erstattet af champagne og optræden, ændrede  ombygningen à la française ikke på stedets blakkede ry: "Boule-var-den og Bule blev den" blev et ordspil, der klæbede til stedet.
Ejendommen blev købt i 1880 af snedkermester Hans Hansen, kaldet Hellig-Hansen, der havde planer om at lave et stort restaurationskompleks på grunden, hvilket blev til National Scala. Den gamle bygning blev ved H.V. Brinkopffs ombygning i 1881 bevaret og pyntet op som midtpunkt i etablissementet. Bygningen blev dog revet ned, da Hellig-Hansen allerede i 1883 udvidede Scala med en stor teatersal.